# Eremurus robustus
Eremurus robustus là một loài thực vật có hoa trong họ Thích diệp thụ. Loài này được (Regel) Regel miêu tả khoa học đầu tiên năm 1873.